# PAL Airlines
A PAL Airlines é uma empresa aérea do Chile, agora denominada PAL AIRLINES. Antes Aerolinea Principal
Sua principal acionista, a Futura Airlines faliu em 2008. A empresa se dividiu mudando o seguimento.

## Frota

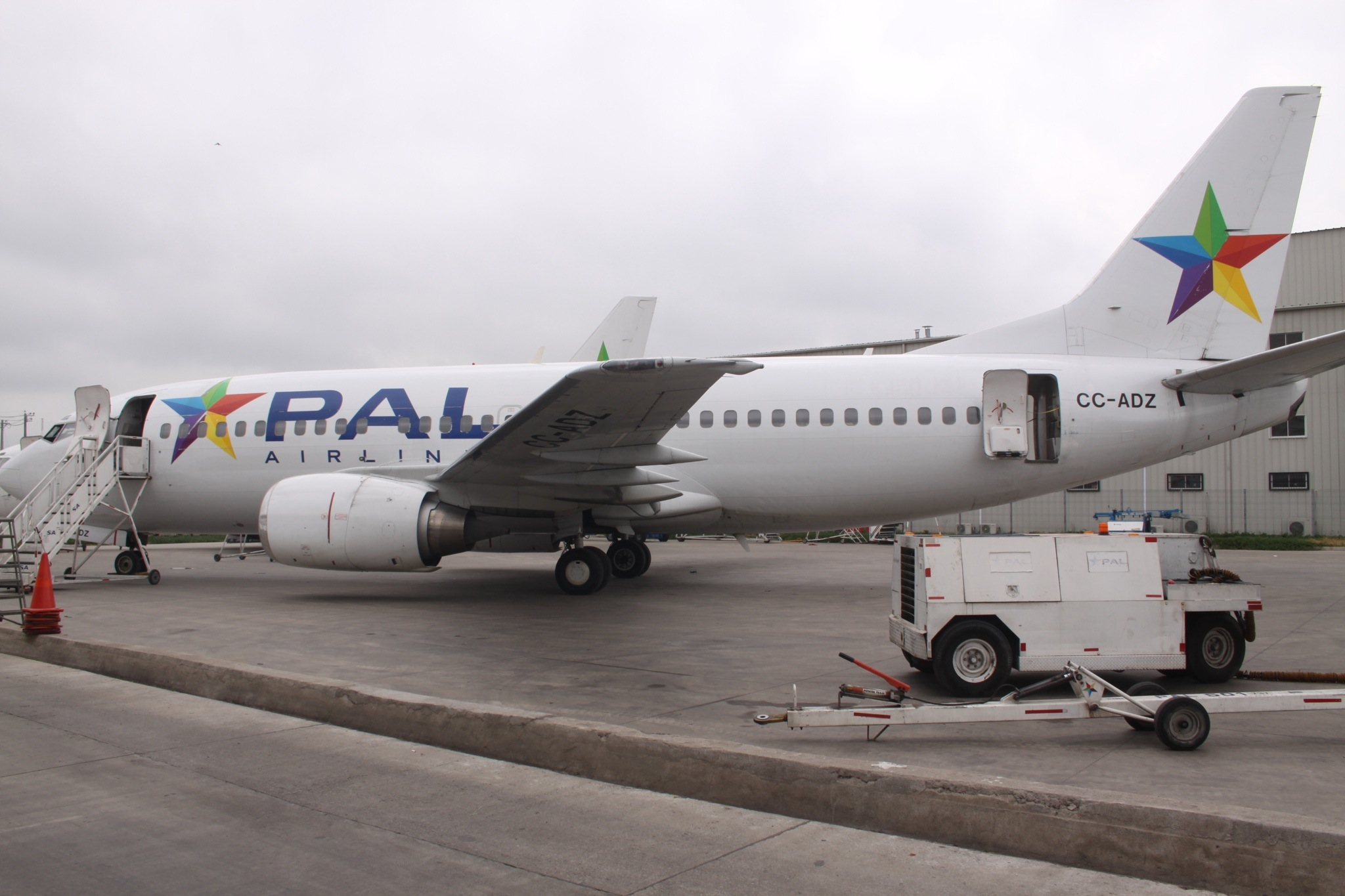
Boeing 737 da PAL Airlines.

- 6 Boeing 737-200